# Mike Duggan
Michael Edward Duggan  (nacido el 15 de julio de 1958) es un empresario y político estadounidense del Partido Demócrata, que actualmente se desempeña como el 75.º alcalde de Detroit, Michigan. Cuando fue elegido por primera vez en 2013, recibió atención nacional, en parte por ser el primer alcalde blanco de la ciudad de mayoría negra desde Roman Gribbs a principios de la década de 1970, cuando la población de Detroit todavía tenía una mayoría blanca. Duggan ganó un segundo mandato en las elecciones de 2017. Antes de convertirse en alcalde, ocupó varios otros cargos políticos, incluso de 1987 a 2001 como ejecutivo adjunto del Condado de Wayne en el que se encuentra Detroit. Ha recibido un índice de aprobación de más del 68%, el índice más alto de cualquier alcalde de Detroit.